# Microfundamentos
Na economia, o termo microfundamentos refere-se a análise microeconômica do comportamento dos agentes econômicos tais como as famílias ou firmas que sustentam a teoria macroeconômica.

## Teoria
A maioria dos primeiros modelos macroeconômicos, incluindo os modelos keynesianos, era baseada em hipóteses sobre relações entre quantidades agregadas, tais como o produto, emprego, consumo e investimento agregados. Críticos e defensores desses modelos discordavam quanto ao debate se essas relações agregadas eram consistentes com os princípios da microeconomia. Portanto, nas últimas décadas, os macroeconomistas têm tentado combinar os modelos microeconômicos do comportamento da família e da firma para derivar as relações entre as variáveis macroeconômicas. Hoje, muitos modelos macroeconômicos, representando diferentes pontos de vista teóricos, são derivados ao agregar modelos microeconômicos, permitindo aos economistas testá-los com dados macro e microeconômicos.

## História
Críticos da abordagem keynesiana da macroeconomia logo apontaram que algumas das suposições de Keynes eram inconsistentes com a microeconomia padrão. Por exemplo, a teoria microeconômica do consumo com o passar do tempo, de Milton Friedman (a hipótese da renda permanente) sugeriu que a propensão marginal a consumir da renda temporária, que é crucial para o multiplicador de gastos, provavelmente era menor do que Keynes supunha. Por esta razão, muitos estudos empíricos tentaram medir a propensão marginal ao consumo e macroeconomistas também estudaram modelos microeconômicos alternativos (tais como modelos de imperfeições do mercado de crédito e de poupança por precaução) que poderiam implicar em uma maior propensão marginal ao consumo.
Uma pessoa particularmente influente que estudou as microfundações foi a crítica de Robert Lucas, Jr. aos modelos macroeconômicos tradicionais de previsão. Após a aparente mudançã na relação da curva de Phillips na década de 1970, Lucas argumentou que as correlações entre as variáveis agregadas observadas nos dados macroeconômicos tenderia a mudar sempre que a política macroeconômica mudasse. Isto implicava que os modelos microfundamentados fossem mais apropriados à previsão do impacto nas mudanças políticas, sob a suposição de que as mudanças na política macroeconômica não alteram a estrutura microeconômica subjacente da macroeconomia.

## Controvérsia
Alguns, tais como Akan Kirman e S. Abu Turab Rizvi, argumentam, com base no teorema Sonnenschein-Mantel-Debreu, que o projeto dos microfundamentos falhou.